# Mount Wisneski
Mount Wisneski är ett berg i Antarktis. Det ligger i Östantarktis. Australien gör anspråk på området. Toppen på Mount Wisneski är 2 334 meter över havet, eller 174 meter över den omgivande terrängen. Bredden vid basen är 3,0 km.
Terrängen runt Mount Wisneski är huvudsakligen platt, men norrut är den kuperad. Trakten är obefolkad. Det finns inga samhällen i närheten.